# Bach vom Reißlerhof
Der Bach vom Reißlerhof ist ein knapp ein Kilometer langer rechter Zufluss der Sauer in der Südpfalz.

## Geographie

### Verlauf
Der Bach vom Reißlerhof entspringt auf einer Höhe von 239 m ü. NN im westlichen Wasgau südlich des Jugendlagers beim Reißlerhof. Er fließt gradlinig durch eine bewaldete Landschaft in Richtung Osten und mündet schließlich nordwestlich von Ludwigswinkel auf einer Höhe von 232 m ü. NN  in den Schöntalweiher.